# Jörg Bohrmann
Jörg Bohrmann (Wiesbaden, 10 december 1968) is een Duits handbalcoach en voormalig handballer. Tijdens zijn spelerscarrière kwam hij vooral uit in Duitsland en won hij tweemaal Euro City Cup in 1995 en 1997 en werd eenmalig Duits kampioen in 1991. Tussen 2001 en 2006 was hij als speler actief bij HV Sittardia. Na het vertrek van Gino Smits werd Bohrmann speler-coach van het Sittardse team. In 2006 verlaat hij de club, Maurice Canton nam zijn taken als coach over. In zijn laatste seizoen bij Sittardia kwam hij enkele keren als speler in het veld.
1. Björn Alberts ·
2. Zef Hamers ·
4. Ralph Kerckhoffs ·
5. Roel Leenen ·
6. Eric Eussen ·
8. Mark Hulsbosch ·
9. Pierre Velraeds ·
10. Marcel van Mulken ·
11. Jorrit Gaal ·
12. Rudi Schenk ·
13. Jean Paul Stijnen ·
14. Marco Timmers ·
17. Dennis Marquardt ·
Coach:  Jörg Bohrmann & Maurice Canton
1. Björn Alberts ·
2.  Jörg Bohrmann ·
4. Ralph Kerckhoffs ·
6. Zef Hamers ·
8. Marco Timmers ·
9. Markus Berg ·
10. Marcel van Mulken ·
11. Jorrit Gaal ·
12. Rudi Schenk ·
13. Jean Paul Stijnen ·
14. Erwin Muytjens ·
15. Bart Braeken ·
17. Jork Schellings ·
18. Wim Verhagen ·
19. Rutger Mey ·
Coach:  Jörg Bohrmann & Maurice Canton
1. Björn Alberts ·
2.  Jörg Bohrmann ·
3. Sven Coonen ·
4. Ralph Kerckhoffs ·
5. Barry Vereijssen ·
6. Zef Hamers ·
7. Pim Knols ·
8. Matti Schormans ·
9. Richard Curfs ·
10. Marcel van Mulken ·
11. Jorit Gaal ·
12. Marcus Jansen ·
13. Jean Paul Stijnen ·
14. Jasper van Yperen ·
15. Lars Reijnders ·
17. Mickel Wouters ·
19. Patrick Catteeuw ·
Coach:  Jörg Bohrmann
· Assistent-coach: Patrick Catteeuw
1. Björn Alberts ·
2.  Jörg Bohrmann ·
3. Sven Coonen ·
4. Barry Vereijssen ·
6. Remy Reijders ·
7. Marcel van Mulken ·
9. Joost van der Zander ·
10. Arjan Olsen ·
11. Maurice Janssen ·
12. Marcus Jansen ·
14. Jasper van Yperen ·
15. Gerben Dijkstra ·
16. Max Norbart ·
17. Mickel Wouters ·
18. Lars Reijnders ·
19. Patrick Catteeuw ·
Coach:  Jörg Bohrmann
1. Björn Alberts ·
2.  Jörg Bohrmann ·
3. Sven Coonen ·
4. Harold Nüsser ·
5. Zef Hamers ·
7. Stan Backus ·
8.  Erik Smeijers ·
9. Joost van der Zander ·
10.  Edmundas Zakarauszas ·
11. Marcel van Mulken ·
12.  Lars Bertels ·
13. Harm Kicken ·
14. Jasper van Yperen ·
15. Gerben Dijksta ·
16. Max Norbart ·
17. Arjan Olsen ·
Coach: Gino Smits